# Hörre
Die Hörre ist ein ganz im mittelhessischen Lahn-Dill-Kreis gelegener, stark bewaldeter und bis 445,1 m ü. NHN hoher Höhenzug und Naturraum des Gladenbacher Berglandes im Osten des Rheinischen Schiefergebirges.
Vom Namen leitet sich die geologische Hörre-Zone ab, deren Zentrum unterhalb des Höhenschwerpunktes der Hörre liegt, die indes nach Nordosten und Südwesten deutlich über den Naturraum hinausgeht und auch den Nordwesten und den Südosten der Hörre nicht komplett enthält.

## Geographie

### Lage
Die Hörre liegt im Dreieck zwischen den Ortschaften Herborn im Nordwesten, Bischoffen im Nordosten, Ehringshausen im Süden und Sinn im Westen. Sie wird begrenzt durch die Täler der Flüsse Aar im Norden, Lemp im Südosten und Süden sowie Dill im Südwesten und Westen. Im Nordosten berührt sie im Rahmen des Roßbergs den Aartalsee. Am Ostrand der Hörre, wo diese vom Niederweidbacher Becken eingeschnitten wird, liegt auf einer Hochebene das Dorf Bellersdorf. Nahezu der gesamte Höhenzug befindet sich im Naturpark Lahn-Dill-Bergland; nur ein aus der Vogelperspektive betrachtet etwa hufeisenförmiger Bereich zwischen Bellersdorf, Bermoll und Oberlemp liegt außerhalb des Parks.

### Naturräumliche Zuordnung
Die Hörre bildet in der naturräumlichen Haupteinheitengruppe Westerwald (Nr. 32), in der Haupteinheit Gladenbacher Bergland (320) und in der Untereinheit Lahn-Dill-Bergland (320.0) den Naturraum Hörre (320.04). Benachbarte Naturräume sind der Schelder Wald (320.02) im Norden, die Zollbuche (320.03) im Nordosten, das Niederweidbacher Becken (320.13) im Osten, der Krofdorf-Königsberger Forst (320.05) im Südosten und das Untere Dilltal (321.0) im Südwesten und Westen; jenseits und damit westlich von letzterem schließt sich der Oberwesterwald (323) an.

### Ortschaften
Im Uhrzeigersinn, beginnend im Süden, liegt die Hörre auf den Gemarkungen von Ehringshausen, Sinn, Herborn, Mittenaar, Hohenahr und Aßlar. Ihr Zentrum ist durchgehend bewaldet und unbesiedelt. Alle Ortschaften liegen demzufolge in Randlage in Tälern von Fließgewässern der Hörre. Ausnahme bildet Bellersdorf, das auf einem Höhenrücken liegt und von drei Seiten von der Hörre umschlossen ist.

### Berge
Zu den Erhebungen der Hörre gehören – sortiert nach Höhe in Meter (m) über Normalhöhennull (NHN):
- Alteburg (445,1 m) – nördliches Zentrum, südlich von Ballersbach
- Stellbeutel (429,3 m) – Zentrum, südwestlich des Alteburg
- Windfeld (422 m) – Norden, südlich von Offenbach
- Hohe Warthe (405,6 m) – Westen, südwestlich von Ballersbach
- Hörrkopf (400,5 m) – östlich des Zentrums, westlich von Bellersdorf
- Roßberg (392,2 m) – äußerster Nordosten südlich Bischoffens, den Aartalsee (Aarsee) westlich bis südwestlich begrenzend; durch den Gellenbach von der Rest-Hörre getrennt
- Reuterberg (ca. 374 m) – äußerster Nordwesten; Namensgeber eines Herborner Bezirks
- Himberg (371,1 m) – Randlage zum Niederweidbacher Becken im Nordosten, westnordwestlich von Altenkirchen; durch den Bach von Bellersdorf von der Rest-Hörre getrennt
- Mühlberg (356,0 m) – Südwesten, südöstlich von Sinn
- Koppe (353,8 m) – Süden, westlich von Kölschhausen
- Galgenberg (300,6 m) – nordwestlich außerhalb, bei Herborn-Burg

### Gewässer

#### Fließgewässer
Die folgenden Fließgewässer entspringen in der Hörre (eingeklammerte Gewässer und Ortschaften durchfließen den Naturraum nur als Grenzfluss oder liegen marginal):
| Name                 | Mutter- fluss (Seite) | Länge [km] | Einzugs- gebiet [km²] | Ab- fluss [l/s] | Mündungs- höhe [m. ü. NHN] | Ortschaften (flussabwärts)                                | DGKZ        |
| -------------------- | --------------------- | ---------- | --------------------- | --------------- | -------------------------- | --------------------------------------------------------- | ----------- |
| (Lemp)               | Dill (l)              | 11,7       | 34,97                 | 0274            | 170                        | (Oberlemp, Niederlemp, Kölschhausen, Ehringshausen)       | 2584-92     |
| Bach von Bermoll     | Lemp (r)              | 1,8        |                       |                 | 240                        | (Aßlar-Bermoll, Oberlemp)                                 | 258492-118  |
| Westerlemp           | Lemp (r)              | 2,9        |                       |                 | 228                        |                                                           | 258492-192  |
| Roßbach              | Lemp (r)              | 2,6        |                       |                 | 215                        |                                                           | 258492-3262 |
| Dreisbach            | Lemp (r)              | 1,8        |                       |                 | 213                        | Dreisbach                                                 | 258492-32   |
| Kölschhäuser Bach    | Lemp (r)              | 1,9        |                       |                 | 200                        | (Kölschhausen)                                            | 258492-54   |
| Stippbach            | Dill (l)              | 6,2        | 5,50                  | 049             | 163                        | (Sinn)                                                    | 2584-912    |
| Dernbach             | Aar (l)               | 2,7        |                       |                 | 216                        | (Seelbach)                                                | 25846-958   |
| Ballersbach          | Aar (l)               | 3,2        |                       |                 | 228                        | Ballersbach                                               | 25846-934   |
| Gettenbach           | Aar (l)               | 3,6        | 5,70                  |                 | 234                        | (Bicken)                                                  | 25846-92    |
| Bach von Bellersdorf | Gellenbach (l)        | 1,4        |                       |                 | 252                        | Bellersdorf                                               | 2584672-?   |
| (Gellenbach)         | Aar (l)               | 4,2        | 8,92                  |                 | 252                        | (Hohenahr-Altenkirchen)                                   | 25846-72    |
| (Aar)                | Dill (l)              | 20,6       | 148,76                | 1602            | 210                        | (Bischoffen, Offenbach, Bicken, Seelbach, Burg)           | 2584-6      |
| (Dill)               | Lahn (r)              | 55,0       | 717,70                | 9514            | 147                        | (Burg, Herborn, Sinn, Edingen, Katzenfurt, Ehringshausen) | 258-4       |

#### Stillgewässer
Am Nordostrand der Hörre liegt bei Ahrdt als weithin größtes Gewässer der Aartalsee (Aarsee), ein Stausee an der Aar.

## Geologie

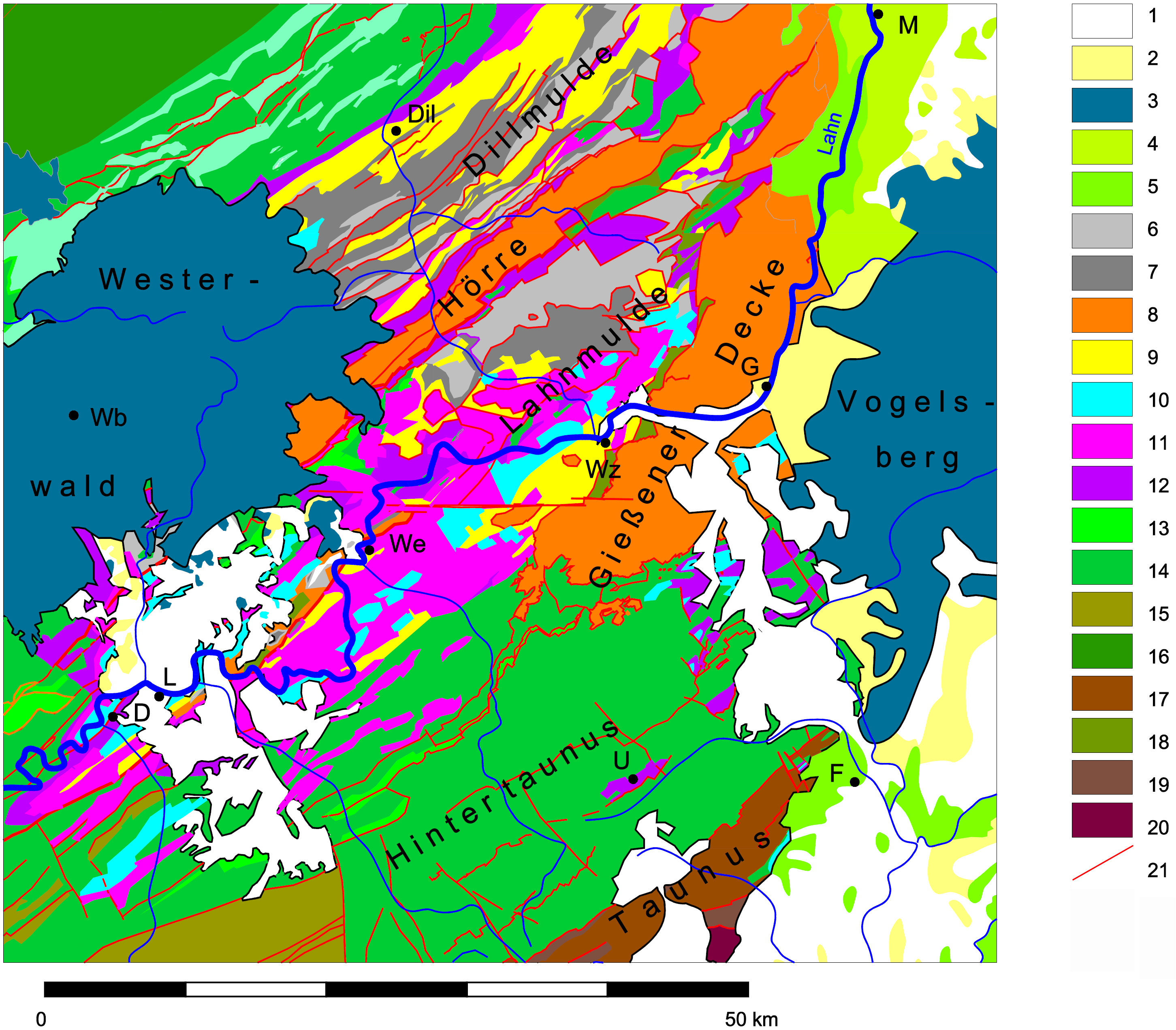
Die Hörre in der geologischen Karte des südöstlichen Rheinischen Schiefergebirges

### Allgemeines
Die Hörre-Zone ist eine geologische Einheit im östlichen Rheinischen Schiefergebirge, die in ihren Grenzen nach Nordosten und Südwesten zwar deutlich den Naturraum Hörre überschreitet – während sie ihn nach Nordwesten und Südosten nicht ganz komplett enthält – jedoch ihren Schwerpunkt unmittelbar im Zentrum der Hörre hat.
Geologisch stellt die Hörre-Zone den südwestlichsten Ausläufer der nur wenige Kilometer breiten Hörre-Gommern-Zone dar, die sich von der Hörre ausgehend nach Nordosten über Kellerwald und Harz etwa 300 km bis in den Raum Magdeburg erstreckt.

### Gesteine
Die Sedimente der zentralen Hörre-Zone des Oberdevon und Unterkarbon weichen deutlich von denen der benachbarten Lahn- (südöstlich) und Dillmulde (nordwestlich) ab. Zentral über den Kamm der Hörre in Richtung Nordosten geht ein Streifen aus Kieselkalkstein, Kieselschiefern und Schwarzschiefer, der nach Südosten, in geringerem Umfange auch nach Nordwesten, von einem Streifen aus Tonschiefer, Sandstein, Grauwacke, Quarzit und Kalkstein flankiert wird.
Nicht zur Hörre-Zone gehört innerhalb der Hörre das geologisch zur Lahnmulde gezählte Gebiet an der Lemp und ihren Seitentälern im Südosten sowie der geologisch zur Dillmulde gerechnete Nordwesten der Hörre unmittelbar östlich Herborns.

### Flora

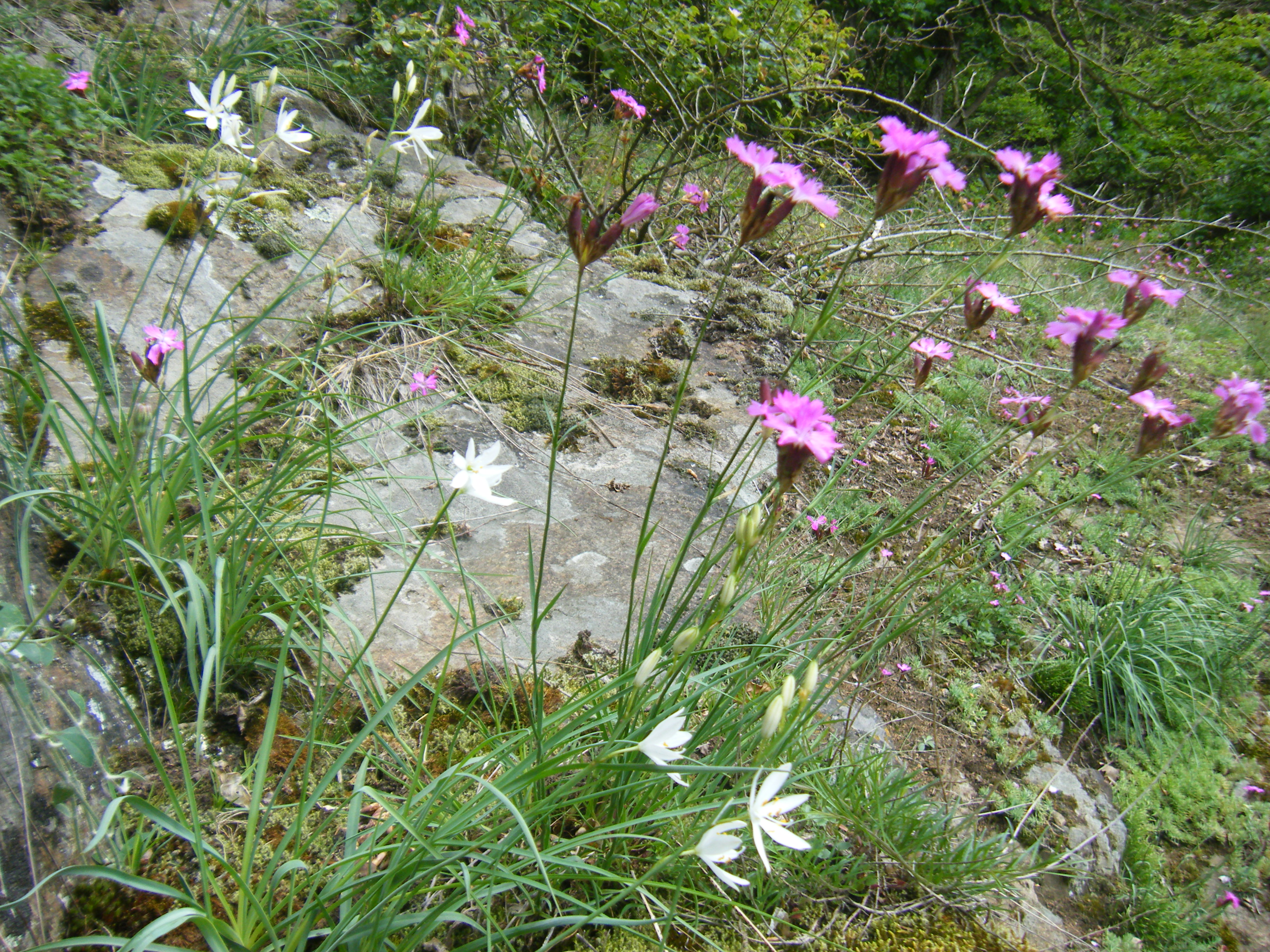
Kartäusernelke und Ästige Graslilie auf felsigem Magerrasen am Herborner Beilstein

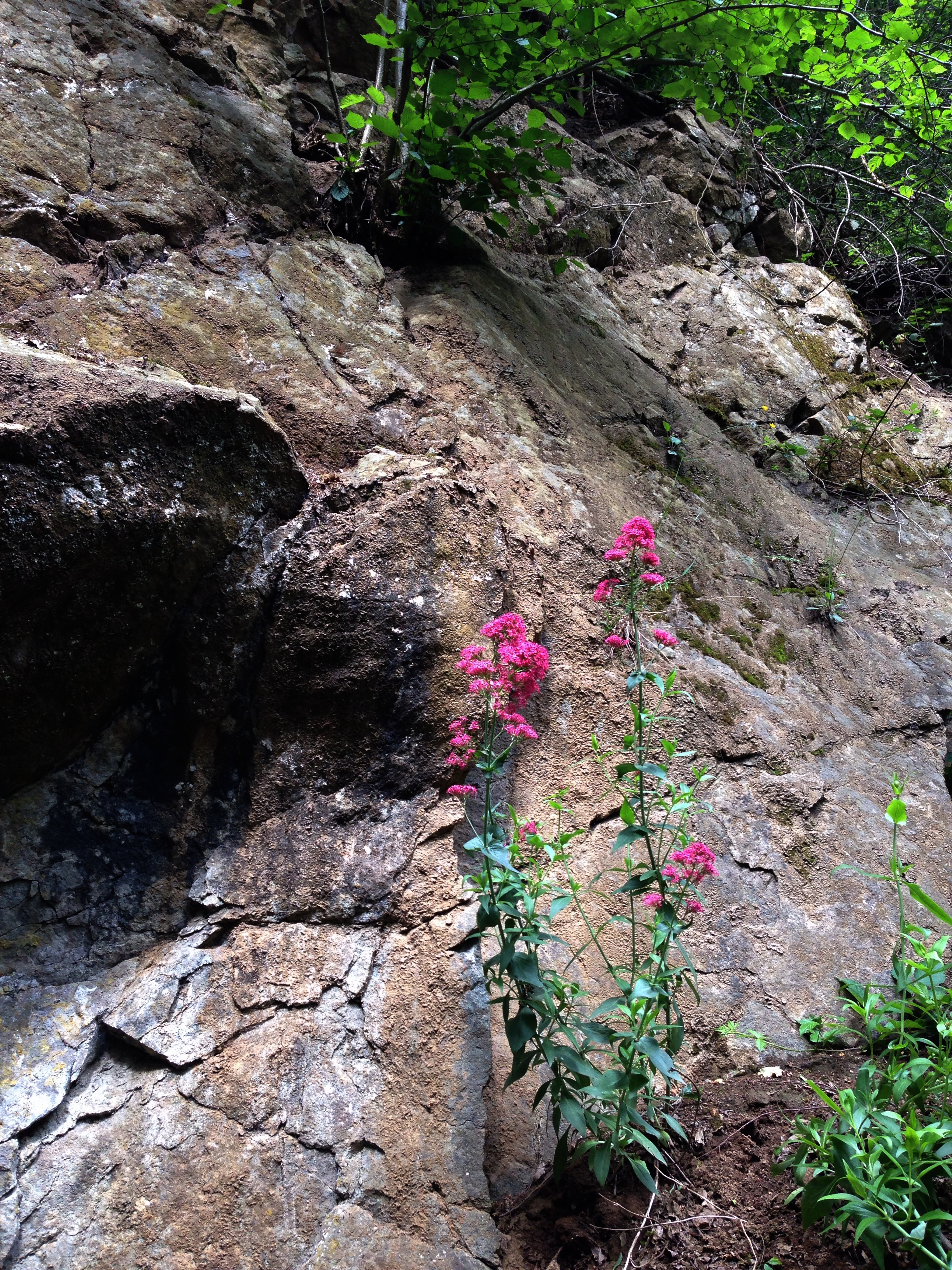
Wärmeliebende Rote Spornblume (Hauptverbreitungsgebiet in den Mittelmeerländern) am Sinner Beilstein

Das Zusammentreffen mehrerer Faktoren macht die Hörre für botanisch Interessierte attraktiv. Zum einen ist es die geologische Vielfalt der zugrunde liegenden Hörre-Zone. Zum anderen liegt es daran, dass diese Region des Mittelgebirges an der Grenze zwischen kontinentalem und maritimen Klima liegt und in den Eiszeiten nie vergletschert war. Auf den Spuren von Catharina Helena Dörrien, Johann Daniel Leers oder Karl Löber kann die zum Teil noch erhaltene Artenvielfalt erkundet werden. Für den Kenner verwirrend ist die Hybridisierung einheimischer Arten, z. B. Lilien, durch den ehemaligen botanischen Garten der Hohen Schule Herborn oder den historistischen Park der Villa Haas. Neben einer Vielzahl von Neophyten wie Mahonie, Riesen-Bärenklau etc. sind an schwer zugängigen Felshängen trotz aller Unkenrufe noch Restbestände endemisch vorhandener Mehlbeeren, Elsbeeren, Holzäpfel etc. erhalten.

## Geschichte
Die ersten Besiedlungsnachweise gehen auf etwa 4.500 v. Chr. zurück. Die Datierung geht auf verschiedene historische Funde zurück (Gräberfelder der Schnurkeramiker, Hünengräber). Über den Hörre-Kamm verlief die „Hörre-Heege“, eine mittelalterliche Landwehr. Sie begann in Edingen an der Dill und stieß bei der Gellenbach-Mühle zwischen Offenbach und Bischoffen auf einen Anhang der Außenheege, die als Teil der Mittelhessischen Landheegen 1359 bis 1374 angelegt wurde und 16 km lang ist. Dort befand sich ehemals eine Zollstelle (Drei-Länder-Eck, Grenze: Hessen-Darmstadt/Solms/Nassau). Vorbei an Bellersdorf verlief ehemals ein südlicher Strang des Handelsweges Köln-Leipzig, der von Herborn ab über die die Hörre weiter in Richtung, Königsberg (Biebertal), Krofdorfer Forst, Altes Gronauer Schloss (Schmelzmühle) bis Fronhausen zur Einmündung in die Weinstraße führte.